# Georges-Honoré Simard
Pour l’article homonyme, voir Simard.
Georges-Honoré Simard (17 avril 1817-27 juin 1873) est un industriel et homme politique fédéral et provincial du Québec.

## Biographie
Né à Québec dans le Bas-Canada, il débute dans les affaires liées à la rénovation en ouvrant avec son oncle sa propre entreprise. Il est propriétaire de la Quebec Plaster Mills. Vice-président de nombreuses firmes, il soutient le choix de Québec pour capitale contre celui d'Ottawa.
Élu député du Parti conservateur du Québec dans la circonscription provinciale de Québec-Centre en 1867, il ne se représente pas en 1871. Il est représentant de cette circonscription à l'Assemblée législative de la Province du Canada entre 1856 à 1863.
Élu député du Parti conservateur dans la circonscription fédérale de Québec-Centre en 1867, il ne se représente pas en 1872. Il meurt à Sainte-Foy en 1873.